# Nejčastější rodná jména novorozenců
Seznam nejčastějších rodných jmen novorozenců obsahuje nejčastěji se vyskytující nebo v posledních letech nejčastěji dávaná jména v různých zemích.
Údaje uváděné u různých zemí mohou pocházet z různých období.

## AnglieaWales
- Nejčastěji dávaná jména v roce 2003

Zdroj: www.statistics.gov.uk/cci/nugget.asp?id=184

## Česko
Nejčastější jména
| Mužská jména | Mužská jména | Mužská jména | Mužská jména |  | Ženská jména | Ženská jména | Ženská jména | Ženská jména |
|              | Jméno        | Počet        | %            |  |              | Jméno        | Počet        |              |

Zdroj: Ministerstvo vnitra: mužská jména a 
ženská jména.
Stav z dubna 2002.
Nejoblíbenější jména v lednu 2018
| Chlapecká jména | Chlapecká jména | Dívčí jména | Dívčí jména |
| --------------- | --------------- | ----------- | ----------- |
| 1.              | Jakub           | 1.          | Eliška      |
| 2.              | Jan             | 2.          | Anna        |
| 3.              | Adam            | 3.          | Sofie       |
| 4.              | Matyáš          | 4.          | Ema         |
| 5.              | Tomáš           | 5.          | Tereza      |
| 6.              | Vojtěch         | 6.          | Karolína    |
| 7.              | Matěj           | 7.          | Adéla       |
| 8.              | Filip           | 8.          | Viktorie    |
| 9.              | Ondřej          | 9.          | Natálie     |
| 10.             | Dominik         | 10.         | Kristýna    |

Zdroj: ČSÚ: Stav z ledna 2018.

## Dánsko
| č. | Mužská jména | Ženská jména |
| -- | ------------ | ------------ |
| 1  | Mikkel       | Emma         |
| 2  | Frederik     | Julie        |
| 3  | Mathias      | Mathilde     |
| 4  | Mads         | Sofia        |
| 5  | Rasmus       | Laura        |
| 6  | Emil         | Caroline     |
| 7  | Oliver       | Cecilie      |
| 8  | Christian    | Ida          |
| 9  | Magnus       | Sarah        |
| 10 | Lucas        | Freja        |

Seznam nejoblíbenějších jmen v Dánsku v prvním pololetí roku 2003

Zdroj: © Danmarks Statistik http://www.dst.dk/

## Finsko
První jména
| Ženská jména                                                                      | v procentech                            | Mužská jména                                                                              | v procentech                                 |
| --------------------------------------------------------------------------------- | --------------------------------------- | ----------------------------------------------------------------------------------------- | -------------------------------------------- |
| 1. Emma 2. Ella 3. Siiri 4. Venla 5. Iida 6. Sara 7. Aino 8. Nea 9. Oona 10. Anni | 2,20 1,79 1,58 1,54 1,52 1,41 1,38 1,36 | 1. Eetu 2. Aleksi 3. Veeti 4. Joona 5. Niko 6. Juho 7. Arttu 8. Leevi 9. Matias 10. Lauri | 1,88 1,76 1,67 1,58 1,54 1,51 1,46 1,37 1,35 |

Všechna jména
| Ženská jména                                                                                    | v procentech                                       | Mužská jména                                                                                             | v procentech                                      |
| ----------------------------------------------------------------------------------------------- | -------------------------------------------------- | --- | ------------------------------------------------- |
| 1. Maria 2. Emilia 3. Sofia 4. Katariina 5. Aino 6. Johanna 7. Julia 8. Iida 9. Emma 10. Olivia | 10,28 7,62 6,22 3,16 2,83 2,73 2,61 2,59 2,56 2,55 | 1. Juhani 2. Mikael 3. Johannes 4. Matias 5. Oskari 6. Valtteri 7. Olavi 8. Aleksi 9. Kristian 10. Elias | 6,66 6,03 5,60 5,38 4,45 3,85 3,57 3,56 3,30 2,93 |

Seznam nejoblíbenějších jmen ve Finsku v roce 2004 u obyvatel, kteří mají finštinu jako mateřštinu.

Zdroj: http://www.vaestorekisterikeskus.fi

## Francie
| č. | Mužská jména | Ženská jména |
| -- | ------------ | ------------ |
| 1  | Lucas        | Léa          |
| 2  | Théo         | Manon        |
| 3  | Thomas       | Emma         |
| 4  | Hugo         | Chloé        |
| 5  | Maxime       | Camille      |
| 6  | Enzo         | Océane       |
| 7  | Antoine      | Clara        |
| 8  | Clément      | Marie        |
| 9  | Alexandre    | Sarah        |
| 10 | Quentin      | Inès         |

Nejoblíbenější jména dávaná ve Francii v roce 2003 

Zdroj: http://www.prenoms.com/

## Irsko
| č. | Mužská jména | Ženská jména |
| -- | ------------ | ------------ |
| 1  | Jack         | Emma         |
| 2  | Sean         | Sarah        |
| 3  | Adam         | Katie        |
| 4  | Conor        | Amy          |
| 5  | James        | Aoife        |
| 6  | Daniel       | Ciara        |
| 7  | Cian         | Sophie       |
| 8  | Luke         | Chloe        |
| 9  | Aaron        | Leah         |
| 10 | Michael      | Ella         |

Nejčastěji dávaná jména v Irsku v roce 2005

Zdroj: https://web.archive.org/web/20060404102444/http://www.cso.ie/releasespublications/documents/births_d_m/current/babynames.pdf

## Island
| Ženská jména:                                                                                                 | %                                                 | Mužská jména:                                                                                          | %                                                 |
| --- | ------------------------------------------------- | --- | ------------------------------------------------- |
| 1. Guðrún 2. Sigríður 3. Kristín 4. Margrét 5. Ingibjörg 6. Sigrún 7. Helga 8. Jóhanna 9. Anna 10. Ragnheiður | 1.62 1.39 1.23 1.17 1.02 0.99 0.92 0.63 0.60 0.54 | 1. Sigurður 2. Guðmundur 3. Jón 4. Gunnar 5. Ólafur 6. Magnús 7. Einar 8. Kristján 9. Björn 10. Bjarni | 1,27 1,22 0,94 0,89 0,79 0,77 0,66 0,65 0,58 0,54 |

Nejčastěji dávaná jména na Islandu v roce 2001 

Zdroj: http://www.hagstofa.is/
Zajímavost: na Islandu se příjmení vůbec nepoužívají. Syn pana Guðmundura se jmenuje Guðmundssón a jeho dcera Guðmundsdóttir. V telefonním seznamu jsou účastníci seřazeni abecedně podle (rodného) jména.

## Japonsko
| č. | Mužská jména | Ženská jména |
| -- | ------------ | ------------ |
| 1  | Šun          | Misaki       |
| 2  | Takumi       | Aoi          |
| 3  | Šó           | Nanami       |
| 4  | Ren          | Miu          |
| 5  | Šóta         | Riko         |
| 6  | Sóta         | Miju         |
| 7  | Kaito        | Moe          |
| 8  | Kenta        | Micuki       |
| 9  | Daiki        | Júka         |
| 10 | Jú           | Rin          |

## Německo
| č. | Mužská jména | Ženská jména |
| -- | ------------ | ------------ |
| 1  | Maximilian   | Marie        |
| 2  | Alexander    | Sophie       |
| 3  | Paul         | Maria        |
| 4  | Elias        | Sophia       |
| 5  | Ben          | Emilia       |
| 6  | Noah         | Emma         |
| 7  | Leon         | Hannah/Hanna |
| 8  | Louis/Luis   | Anna         |
| 9  | Jonas        | Mia          |
| 10 | Felix        | Luisa/Louisa |

Údaje za rok 2017

Zdroj:
https://gfds.de/vornamen/beliebteste-vornamen/#custom-collapse-0-0

## Norsko
| č. | Mužská jména | Ženská jména |
| -- | ------------ | ------------ |
| 1  | Mathias      | Emma         |
| 2  | Tobias       | Ida          |
| 3  | Andreas      | Thea         |
| 4  | Martin       | Sara         |
| 5  | Kristian     | Julia        |
| 6  | Jonas        | Nora         |
| 7  | Markus       | Emily        |
| 8  | Sander       | Maria        |
| 9  | Kristoffer   | Ingrid       |
| 10 | Daniel       | Hanna        |

Nejčastěji dávaná jména v roce 2003

Source: Statistisk Sentralbyrå ženská jména mužská jména

## Polsko
|     |               | Počet za rok | Počet za rok |       |               | Počet za rok | Počet za rok |
|     | Ženská jména: | 2004 (a)     | 2003 (b)     |       | Mužská jména: | 2004 (a)     | 2003 (b)     |
| 1.  | Anna          | 1.114.536    | 1.093.056    | 1.(2) | Jan           | 689.212      | 663.761      |
| 2.  | Maria         | 753.586      | 727.092      | 2.(3) | Andrzej       | 678.251      | 661.191      |
| 3.  | Katarzyna     | 601.930      | 595.795      | 3.(1) | Piotr         | 677.646      | 666.901      |
| 4.  | Małgorzata    | 585.732      | 574.777      | 4.    | Krzysztof     | 666.404      | 656.695      |
| 5.  | Agnieszka     | 559.412      | 552.932      | 5.    | Stanisław     | 632.666      | 611.988      |
| 6.  | Krystyna      | 558.914      | 542.921      | 6.    | Tomasz        | 518.939      | 512.005      |
| 7.  | Barbara       | 546.970      | 534.555      | 7.    | Paweł         | 490.542      | 485.531      |
| 8.  | Ewa           | 503.983      | 492.040      | 8.    | Józef         | 452.250      | 430.510      |
| 9.  | Elżbieta      | 486.014      | 472.069      | 9.    | Marcin        | 439.451      | 434.630      |
| 10. | Zofia         | 461.443      | 448.776      | 10.   | Marek         | 428.542      | 419.737      |

(a) Zdroj: Polské ministerstvo vnitra 

(b) Nejčastěji se vyskytující jména v Polsku podle seznamu PESEL (obdoba českého rodného čísla), květen 2003 
 Zdroj: týdeník Polityka 26 z 28. 6. 2003
V článku byla chyba v počtu u jmen Józef a Marcin. Zde jsou údaje uvedeny beze změn.

## Rakousko
|    | Mužská jména           | %    | Počet |  | Ženská jména | %    | Počet  |
| 1  | Lukas                  | 3,60 | 1 260 |  | Anna         | 3,04 | 11 016 |
| 2  | Florian                | 2,79 | 975   |  | Sarah        | 2,98 | 996    |
| 3  | Tobias                 | 2,49 | 873   |  | Julia        | 2,79 | 934    |
| 4  | David                  | 2,46 | 862   |  | Laura        | 2,44 | 817    |
| 5  | Daniel                 | 2,41 | 844   |  | Lisa         | 2,30 | 771    |
| 6  | Michael                | 2,39 | 836   |  | Katharina    | 2,09 | 701    |
| 7  | Alexander              | 2,33 | 815   |  | Lena         | 2,02 | 677    |
| 8  | Fabian                 | 2,19 | 765   |  | Hannah       | 2,00 | 669    |
| 9  | Marcel                 | 2,16 | 756   |  | Selina       | 1,81 | 605    |
| 10 | Maximilian i Sebastian | 2,11 | 737   |  | Viktoria     | 1,78 | 596    |

- Nejoblíbenější jména v Rakousku v roce 2002

Zdroj: https://web.archive.org/web/20070503165544/http://www.statistik.at/fachbereich_03/bevoelkerung_vornamen.shtml

## Severní Irsko
| č. | Mužská jména | Ženská jména |
| -- | ------------ | ------------ |
| 1  | Jack         | Emma         |
| 2  | Matthew      | Katie        |
| 3  | Adam         | Chloe        |
| 4  | James        | Caitlin      |
| 5  | Ryan         | Amy          |
| 6  | Joshua       | Ellie        |
| 7  | Conor        | Rachel       |
| 8  | Ben          | Sarah        |
| 9  | Daniel       | Megan        |
| 10 | Dylan        | Hannah       |

Nejčastěji dávaná jména v roce 2003

Zdroj: http://www.nisra.gov.uk/uploads/publications/FirstNamesBulletin2003.doc Archivováno 23. 3. 2005 na Wayback Machine.

## Skotsko
| č. | Mužská jména | Ženská jména |
| -- | ------------ | ------------ |
| 1  | Jack         | Chloe        |
| 2  | Lewis        | Sophie       |
| 3  | Cameron      | Emma         |
| 4  | Ryan         | Amy          |
| 5  | James        | Erin         |
| 6  | Jamie        | Ellie        |
| 7  | Liam         | Rachel       |
| 8  | Matthew      | Lauren       |
| 9  | Ross         | Megan        |
| 10 | Callum       | Hannah       |

Nejčastěji dávaná jména v roce 2002

Zdroj: https://web.archive.org/web/20041022050309/http://www.gro-scotland.gov.uk/grosweb/grosweb.nsf/pages/02name

## Španělsko
|                                     |                                                                                                  | Mužská jména                                                                              |  | Celkem |
| 1 2 3 4 5 6 7 8 9 10 11 12 13 14 15 | Alejandro Daniel Pablo David Javier Adrián Álvaro Sergio Carlos Hugo Mario Jorge Diego Iván Raúl | 7.543 6.015 5.973 5.595 4.708 4.665 4.394 3.642 3.468 3.083 2.964 2.882 2.873 2.853 2.793 |  |        |

|                                     |                                                                                              | Ženská jména                                                                              |  | Celkem |
| 1 2 3 4 5 6 7 8 9 10 11 12 13 14 15 | Lucía María Paula Laura Marta Andrea Alba Sara Claudia Ana Nerea Carla Elena Cristina Ainhoa | 9.035 8.709 7.003 5.451 4.608 4.487 4.321 3.314 3.285 3.157 3.102 2.592 2.407 2.390 2.218 |  |        |

- Nejčastěji dávaná jména v roce 2003

Zdroj: http://www.ine.es

## Švédsko
|                                                                                                | mužská jména;                                                                                  |                                                                                       | ženská jména                                                                          |
| 1. William 2. Filip 3. Oscar 4. Lucas 5. Erik 6. Emil 7. Isak 8. Alexander 9. Viktor 10. Anton | 1. William 2. Filip 3. Oscar 4. Lucas 5. Erik 6. Emil 7. Isak 8. Alexander 9. Viktor 10. Anton | 1. Emma 2. Maja 3. Ida 4. Elin 5. Julia 6. Linnéa 7. Hanna 8. Alva 9. Wilma 10. Klara | 1. Emma 2. Maja 3. Ida 4. Elin 5. Julia 6. Linnéa 7. Hanna 8. Alva 9. Wilma 10. Klara |

Nejčastěji dávaná jména v roce 2004

Zdroj: http://www.scb.se/BE0001

## Spojené státy americké
| Mužská jména:                                                                                              | Ženská jména:                                                                                        |
| --- | --- |
| 1. Jacob 2. Michael 3. Joshua 4. Ethan 5. Mathew 6. Daniel 7. Christopher 8. Andrew 9. Anthony 10. William | 1. Emily 2. Emma 3. Madison 4. Isabella 5. Ava 6. Abigail 7. Olivia 8. Hannah 9. Sophia 10. Samantha |

Nejčastěji dávaná jména v USA roce 2006 

Zdroj: http://www.ssa.gov/OACT/babynames/